# Bích Khê
Bích Khê (24 tháng 3 năm 1916 - 17 tháng 1 năm 1946), tên thật là Lê Quang Lương; là một nhà thơ nổi tiếng của Việt Nam thời tiền chiến. Ngoài bút hiệu Bích Khê, ông còn ký bút hiệu Lê Mộng Thu khi sáng tác thơ Đường luật.

## Tiểu sử
Bích Khê sinh ngày 24 tháng 3 năm 1916 tại xã Phước Lộc, huyện Sơn Tịnh, tỉnh Quảng Ngãi. Ông là con thứ chín trong một gia đình nho học yêu nước. Ông nội nhà thơ là Lê Trọng Khanh đỗ Cử nhân năm Tự Đức thứ 21 (1868), làm quan đến chức Viên ngoại lang Viện cơ mật. Trước tình hình nhà Nguyễn bất lực, hèn yếu, từng bước đầu hàng thực dân Pháp, ông cáo quan về nhà, rồi không bao lâu sau đã tuẫn tiết, để khỏi cộng tác với Nguyễn Thân đánh phá phong trào Cần Vương, khi viên quan thân Pháp này ép ông ra làm Tham biện sơn phòng Nghĩa – Định (Quảng Ngãi – Bình Định). Cha nhà thơ là Lê Quang Dục, cũng đã từng tham gia phong trào Đông Du và các hoạt động của Đông Kinh Nghĩa Thục hồi đầu thế kỷ 20,...
Thuở nhỏ, Bích Khê học tiểu học ở Phước Lộc và Đồng Hới, học trung học ở Huế, rồi ra Hà Nội học ban tú tài nhưng nửa chừng bỏ dở.
Năm 1931, 15 tuổi, ông đã biết làm thơ Đường luật, ca trù. Năm 1934, cùng người chị ruột tên Ngọc Sương vào Phan Thiết học thêm và mở trường dạy học tư. Năm 1936, chị Ngọc sương bị mật thám Pháp bắt, trường đóng cửa, Bích Khê trở lại quê nhà.
Năm 1937, bị bệnh phổi, sau khi điều trị trở về lên sống trên núi Thiên Ấn thuộc Quảng Ngãi, ông lại ngược xuôi trên một chiếc thuyền quanh các ngả Sa Kỳ - Trà Khúc. Năm 1938, ông lại cùng chị Ngọc Sương (khi ấy đã được thả) vào Phan Thiết mở trường dạy học, được vài năm lại bị chính quyền Pháp ra lệnh đóng cửa.
Năm 1941, Bích Khê dạy học ở Huế. Năm 1942, bệnh phổi tái phát, ông trở về Thu Xà thuộc xã Nghĩa Hòa, huyện Tư Nghĩa, tỉnh Quảng Ngãi.
Ngày 17 tháng 1 năm 1946, Bích Khê lìa bỏ cõi đời và cõi thơ tại Thu Xà lúc 30 tuổi.

## Tác phẩm
Trước khi đến với Thơ mới, một thời gian dài (1931-1936), Bích Khê đã viết ca trù, thơ Đường luật, và đăng trên các báo Tiếng Dân, Tiểu thuyết thứ Năm, Người mới...Sau 1937, ông chuyển hẳn sang làm "thơ mới" do sự tác động của Hàn Mặc Tử và chịu nhiều ảnh hưởng của nhà thơ vắn số này...
Các sáng tác của Bích Khê gồm:
- Tinh Huyết (1939): tác phẩm duy nhất ra đời khi ông còn sống và rất được người yêu thơ chú ý.

Bốn tập thơ và một tập tự truyện chưa xuất bản, gồm:
- Tinh Hoa (sáng tác từ 1938 đến 1944)
- Mấy dòng thơ cũ (tập hợp khoảng 100 bài thơ đường luật đã đăng trên các báo từ 1931-1936)[2]

Người lưu giữ thơ Bích Khê đầy đủ nhất là thi sĩ Quách Tấn. Năm 1971, Quách Tấn viết và cho xuất bản cuốn Đời Bích Khê. Năm 1975, ông cho in Thơ Bích Khê (Nhà xuất bản Nghĩa Bình, 1988) và Bích khê tuyển tập (Hà Nội, 1988)...

## Quan niệm sáng tác
Không có tuyên ngôn, nhưng trong tập Tinh huyết, các bài như: Mộng cầm ca, Đôi mắt, Xuân tượng trưng, và đặc biệt là bài Duy tân thể hiện khá rõ quan niệm sáng tác thơ của Bích Khê, trích:
Đường kiến trúc nhịp nhàng theo điệu mới
Của lời thơ lóng đẹp - Hạt châu trong -
Hạt châu trong ngời nhỏ giọt vô lòng
Tràn âm hưởng như chiều thu sóng nắng...
...Ta nhịp nhàng ý nhị nhịp theo Ta
Lời nối lời bố thí lộc tinh hoa
Của âm điệu, mơ màng run lẩy bẩy,
Một hỗn hợp đẹp xô bồ say dậy
Bằng cảm tình, bằng hình ảnh yêu thương
Và mới mẻ - trên viễn cổ Đông phương!
(Ai có nghe sức tiềm tàng bí mật?)
Thơ lõa thể! Giai nhân tuần trăng mật,
Nữ thần ơi! Ta nô lệ bên người!...

## Nhận xét
Trong lời tựa tập thơ Tinh huyết của Bích Khê, Hàn Mặc Tử viết:
Ta có thể sánh văn thơ của Bích Khê như đóa hoa thần dị... Và đem phân chất, ta sẽ thấy thơ chàng gồm có ba tính cách khác nhau: Thơ tượng trưng, thơ huyền diệu và thơ trụy lạc...Sự điên cuồng ấy uyên nguyên ở một phần thiên tài, và ở một phần sự "Đau khổ"...
Theo Hoài Thanh và Hoài Chân thì Bích Khê có những câu thơ hay nhất Việt Nam, như: 
Ô! hay buồn vương cây ngô đồng
Vàng rơi, vàng rơi thu mênh mông...
Hay:
Nàng là tuyết hay da nàng tuyết điểm?
Nàng là hương hay nhan sắc lên hương...
Nhưng liền sau đó hai tác giả thú nhận:
Tôi chưa thể nói nhiều về Bích Khê. Tôi đã đọc không biết mấy chục lần bài Duy Tân. Tôi thấy trong đó những câu thơ thật đẹp. Nhưng tôi không dám chắc bài thơ đã nói hết cùng tôi những nỗi niềm riêng của nó. Hình như vẫn còn gì nữa...Còn các bài khác hoặc chưa xem hoặc mới đọc có đôi ba lần. Mà thơ Bích Khê, đọc đôi ba lần thì cũng như chưa đọc...
GS. Nguyễn Huệ Chi nhận xét: 
Thơ Bích Khê mang rõ phong cách Trường thơ Loạn. Và tính chất tượng trưng là đặc điểm quán xuyến toàn bộ thơ Bích Khê. Làm tăng tính chất tượng trưng ấy là màu sắc được sử dụng êm dịu, chói chang hay huyền ảo; và âm thanh tạo nên chất nhạc du dương cho khá nhiều bài. Tính tượng trưng đôi khi làm biến dạng hẳn cảm giác thực của người đọc và gây nên những ảo giác, khi tiếp xúc với đối tượng diễn tả của Bích Khê; cái chết rùng rợn thành hương sắc, khoái cảm xác thịt trở thành ghê gợn, và ngay cả màu sắc, âm thanh cũng không còn là màu sắc, âm thanh nữa mà trở nên hư hư, thực thực...Tuy nhiên, bút pháp tượng trưng đặc sắc và luôn tìm tòi cái mới ấy, vẫn không che giấu được hai nguồn cảm hứng thường trộn vào nhau và hằn rõ trong thơ Bích khê, đó là nhục cảm và cuồng loạn...
Theo Từ điển bách khoa Việt Nam, thì:
Với 'Tinh huyết', "Thơ mới" chuyển từ lãng mạn sang tượng trưng và siêu thực. Ở 'Tinh huyết' phần lớn là bí hiểm, nhưng vẫn có thể nhìn thấy trong đó một hồn thơ đắm đuối, cuồng nhiệt. Nhà thơ có nhiều tìm tòi đổi mới thơ ca theo hướng chủ nghĩa hiện đại, đi sâu vào cõi vô thức. Có một số bài, một số câu ý tứ mới mẻ, nhạc điệu du dương...

## Thông tin liên quan
Bích Khê và Hàn Mặc Tử là hai số phận có những nét tương đồng: cả hai đều từ thơ cũ (thơ Đường luật) chuyển sang thơ mới, đều mắc bệnh nan y, đều tài hoa và chết trẻ.
Năm 1935, Hàn Mặc Tử ra Phan Thiết gặp Mộng Cầm, cháu Bích Khê, nên Hàn biết người cậu trẻ này. Buổi gặp gỡ giữa hai thi sĩ diễn ra khá nhạt nhẽo. Mãi đến năm 1937, khi Bích Khê đọc được những sáng tác của Hàn trong tập Đau thương (bản đánh máy), ông mới thực sự cảm phục mà thư từ qua lại.
Gần cuối năm 1938, Bích Khê gửi cho Hàn Mặc Tử nhiều thơ, bị trả lại kèm theo lời khiêu khích mỉa mai (cốt làm cho chàng tức). Ông xé nát tập thơ đó và thề là Trong sáu tháng sẽ trở nên một thi sĩ phi thường, bằng không sẽ chẳng bao giờ nghĩ đến chuyện làm thi sĩ nữa'. Ngờ đâu sự hằn học của chàng đã bật nẩy thiên tài của chàng ra...chỉ trong vòng ba tháng thôi, chàng đã viết được tập thơ bằng máu huyết, tinh tủy và châu lệ, tất cả say sưa đắm đuối của một tâm hồn thi sĩ...Cuối năm 1939, tập thơ ra đời với bài tựa do Hàn Mặc Tử viết, đã gây nên một làn sóng dư luận mạnh mẽ.
Sau, Mộng Cầm có chồng, thấy Hàn Mặc Tử cứ đau khổ mãi, trong một lần ra thăm, Bích Khê tặng cho Hàn bức ảnh của ông chụp với chị Ngọc Sương rồi giới thiệu là chị mình cũng am hiểu văn chương và rất thích thơ Hàn. Đối ảnh sinh tình, Hàn Mặc Tử viết bài Người Ngọc. Trong bài, hai chữ Ngọc Sương được lồng vào thơ một cách kín đáo: Ta đề chữ ngọc trên tàu lá - Sương ở cung thiềm giỏ chẳng thôi - Tình ta khuấy mãi không thành khối - Nư giận đòi phen cắn phải môi...(khi biết chuyện, Ngọc Sương đã yêu cầu em dừng ngay trò mai mối lại).
Ngày 11 tháng 11 năm 1940, Bích Khê như người mất hồn vì sự ra đi của Hàn mặc Tử - người bạn thơ mà ông hết lòng mến yêu .
Và theo Trần Thị Huyền Trang, Hàn Mặc Tử mất (1940), Trường thơ Loạn bắt đầu tan rã. Mặc dù Yến Lan, Chế Lan Viên và Bích Khê vẫn chơi thân với nhau, song không còn ai tha thiết với việc duy trì hoạt động Trường thơ. Nó còn tồn tại một thời gian nữa, rải rác trong các sáng tác của Bích Khê và kết thúc cùng với sự qua đời của "người công dân trung thành của vương quốc (Trường thơ Loạn)" là Bích Khê vào năm 1946.

## Vinh danh
Bích Khê được đặt tên cho một con đường ở phường Nghĩa Chánh,Thành phố Quảng Ngãi.
Mộ Bích Khê tại nghĩa trang thôn Hòa Phú, xã Nghĩa Hòa, huyện Tư Nghĩa, tỉnh Quảng Ngãi.
Nhà lưu niệm Bích Khê tại xóm 3, thôn Thu Xà, xã Nghĩa Hòa, huyện Tư Nghĩa, tỉnh Quảng Ngãi.

## Thơ phổ nhạc
- Dị khúc với Bích Khuê: CD Phát hành cuối năm 2011, gồm 10 ca khúc do nhạc sĩ Phạm Duy phổ từ thơ Bích Khê, gồm Tỳ Bà (sáng tác năm 1969), và 9 ca khúc sáng tác năm 2011: Nghê thường, Tranh lõa thể, Tôi chết rồi, Sầu lãng tử, Hoàng hoa, Thi vị, Một cõi trời, Mơ tiên, Huế đa tình [11][12].